# Fehérarcú csája
A fehérarcú csája (Chauna chavaria) a lúdalakúak (Anseriformes) rendjébe, ezen belül a tüskésszárnyúmadár-félék (Anhimidae) családjába tartozó faj.

## Előfordulása
Kolumbia és Venezuela területén él.

## Megjelenése
Testhossza 76-91 centiméter. A kis feje mellé, viszonylag nagy termet és lábfej járul, hosszú ujjakkal. Nyakuk fekete, arcuk két oldalán fehér pamacsot viselnek. Nevüket a szárnyhajlatukon lévő csontos sarkantyúkról kapták, melyet harcra is használnak. Rendszertanilag a ludak és a récék rokonai, habár eléggé eltérnek tőlük.

## Életmódja
Növényi részekkel táplálkozik.